# Ряплово
Ряплово —  посёлок в Болховском районе Орловской области России. Входит в состав Михнёвского сельского поселения. Население 1 человек (2010), 1 человек (к 2018 г.).

## География
Ряплово находится в северной части Орловской области, в лесостепной зоне, в пределах центральной части Среднерусской возвышенности.
Географическое положение
в 10 км. — административный центр поселения посёлок Щербовский, в 10 км — административный центр района город Болхов
Климат
близок к умеренно-холодному, количество осадков является значительным, с осадками в засушливый месяц. Среднегодовая норма осадков — 627 мм. Среднегодовая температура воздуха в Болховском районе — 5,1 °C.
Часовой пояс
Село Ряплово, как и вся Орловская область, находится в часовой зоне МСК (московское время). Смещение применяемого времени относительно UTC составляет +3:00.

## Население
| 2010 |
| ---- |
| 1    |

По данным администрации Михнёвского сельского поселения, опубликованным в 2017—2018 гг., в селе проживает 1 житель, в возрастной группе от 50 до 60 лет
Национальный состав
Согласно результатам переписи 2002 года, в национальной структуре населения русские составляли 86 % из общей численности населения в 7 человек

## Инфраструктура
Было развито сельское хозяйство.

## Транспорт
Просёлочные дороги.